# همزیستی مشارکتی
هم‌زیستی مشارکتی یا هم‌زیستی مشارکتی سیاسی (به انگلیسی: Consociationalism) شکلی از تقسیم قدرت دموکراتیک است که توسط برخی دانش‌پژوهان علوم سیاسی به‌عنوان سازوکاری برای ثبات در جوامع به‌شدت چندپاره (از نظر قومی، مذهبی یا زبانی) پیشنهاد می‌شود. در چنین کشورهایی، ثبات از طریق مشورت میان نخبگان هر گروه حاصل می‌شود. این مدل معمولا در برابر نظام‌های انتخاباتی اکثریتی قرار می‌گیرد.
هدف‌های اصلی هم‌زیستی مشارکتی عبارتند از: ثبات حکومتی، دوام سازوکارهای تقسیم قدرت، حفظ دموکراسی، و جلوگیری از خشونت. در کشورهایی که هم‌زیستی مشارکتی بر پایهٔ مذهب سازمان یافته‌ است (مانند لبنان)، به آن «همزیستی اعتقادی» (confessionalism) گفته می‌شود.
برخی از پژوهشگران این مدل را معادل نوعی هم‌زیستی سازمانی می‌دانند. با این حال، تفاوت اصلی این است که هم‌زیستی مشارکتی بر کاهش تنش‌های قومی-فرهنگی تمرکز دارد، در حالی که هم‌زیستی سازمانی بیشتر به تعادل میان طبقات اجتماعی می‌پردازد.

## پیدایش
واژهٔ consociation نخستین‌بار در قرن هفدهم در میان کلیساهای تجمعی در مستعمرات نیوانگلند مطرح شد که برای هماهنگی سیاسی-مذهبی تلاش می‌کردند. اما مفهوم مدرن «هم‌زیستی مشارکتی» نخست توسط آرند لیف‌هارت، دانش‌پژوه علوم سیاسی هلندی‌الاصل، صورت‌بندی نظری شد.
لیف‌هارت ابتدا این مدل را بر اساس تجربه هلند بین ۱۸۵۷ تا ۱۹۶۷ تحلیل کرد، دورانی که جامعه هلند به چهار «ستون» غیرقلمرویی تقسیم شده بود: کالوینیست، کاتولیک، سوسیالیست، و سکولار. هر ستون دارای نهادهای خود (مدرسه، دانشگاه، رسانه، بیمارستان) بود و نخبگان هر ستون با یکدیگر برای حفظ ثبات همکاری می‌کردند. بر اساس این تجربه، لیف‌هارت نظریهٔ هم‌زیستی مشارکتی را تعمیم داد.

## ساخت دولت در جوامع پسا‌نزاعی
از دهه‌های اخیر، مدل هم‌زیستی مشارکتی به‌عنوان الگویی برای ساخت دولت در کشورهایی که دستخوش جنگ داخلی بوده‌اند، به‌کار رفته است. از جمله این کشورها می‌توان به بوسنی و هرزگوین، عراق و لبنان اشاره کرد. در بیشتر این موارد، نیروهای بین‌المللی مانند سازمان ملل، اتحادیه اروپا یا کشورهای غربی نقشی اساسی در پیاده‌سازی و نگهداری این سازوکارها ایفا کرده‌اند.
در بسیاری از این موارد، نمایندگان خارجی عملاً تبدیل به داور سیاسی شده‌اند و حتی قانون‌گذاری کرده‌اند، مانند نقش نمایندهٔ عالی سازمان ملل در بوسنی.

## ویژگی‌ها
لیف‌هارت چهار ویژگی اساسی برای دموکراسی‌های هم‌زیستی مشارکتی برمی‌شمرد:
| ویژگی          | توضیح |
| -------------- | --- |
| ائتلاف بزرگ    | نخبگان هر ستون اجتماعی برای ادارهٔ کشور به نفع کل جامعه با یکدیگر همکاری می‌کنند، زیرا از خطرات عدم همکاری آگاه هستند.                                                                                     |
| وتوی متقابل    | برای تأیید تصمیمات اکثریت، اجماع میان گروه‌ها لازم است. متقابل بودن یعنی اقلیت احتمال کمی برای مسدود کردن تصمیم اکثریت دارد؛ اما اگر یک گروه تصمیمی را مسدود کند، گروه دیگر نیز ممکن است مقابله‌به‌مثل کند. |
| تناسب‌گرایی     | نمایندگی بر اساس جمعیت است. اگر یک ستون ۳۰٪ از جمعیت را تشکیل دهد، باید ۳۰٪ از مشاغل در پلیس، خدمات دولتی و سایر نهادهای ملی و مدنی را در اختیار داشته باشد.                                             |
| خودمختاری بخشی | حس هویت جداگانه برای هر گروه ایجاد می‌کند و امکان وضع قوانین فرهنگی‌محور برای هر جامعهٔ بخشی را فراهم می‌سازد.                                                                                               |

سایر ویژگی‌های رایج:
- ائتلاف سیاسی گسترده در کابینه‌ها
- نظام انتخاباتی تناسبی
- قانون اساسی سخت‌گیرانه که تنها با اجماع اصلاح می‌شود
- بررسی قضایی برای دفاع از حقوق اقلیت‌ها
- استفاده از همه‌پرسی برای مخالفت گروه‌های کوچک با قوانین
- سهمیه‌بندی مشاغل دولتی
- رئیس دولت بی‌طرف و عمدتا تشریفاتی

## شرایط مناسب برای موفقیت
لیف‌هارت چندین عامل را برای موفقیت این مدل ذکر کرده‌ است، از جمله:
- جدایی ساختاری گروه‌ها (مانند مدارس، رسانه و نهادهای مذهبی جداگانه)
- چندگانگی توازن قدرت
- تهدیدهای بیرونی مشترک
- وفاداری به ساختار دولت
- سابقه همکاری میان نخبگان
- جمعیت کوچک و نظام حزبی میانه‌رو

## استدلال‌های موافقان
در مدل همزیستی مشارکتی، تمامی گروه‌ها، شامل اقلیت‌ها، در فرآیندهای سیاسی و اقتصادی سهیم‌اند. طرفداران این مدل آن را مدلی واقع‌گرایانه‌تر در جوامع عقیما جدا از هم برای گذار و مدیریت درگیری‌ها و رسیدن به صلح میدانند، در مقایسه به روش یکپارچه‌سازی اجتماعی.

## انتقادات
این مدل از جنبه‌های گوناگون مورد انتقاد قرار گرفته است:
- نهادینه‌سازی شکاف‌های قومی و جلوگیری از حل آن‌ها در درازمدت
- نیاز دائم به حمایت خارجی برای بقا
- دامن‌زدن به سیاست مشتری‌مدار و کاهش پاسخ‌گویی نخبگان
- تمرکز بر نخبگان به‌جای مشارکت مردم
- وابستگی شدید به توافقات پشت پرده به‌جای شفافیت دموکراتیک

### منتقدان خاص
- برایان بری (Brian Barry): این اندیشمند معتقد است که لیف‌هارت در تحلیل خود دربارهٔ هلند و سوئیس اغراق کرده و این کشورها در واقع ساختار درگیری شدیدی نداشتند.
- رینوس فن شندلن (Rinus van Schendelen): او معتقد است که مدل لیف‌هارت بیشتر بر توافقات نخبگان برای منافع حزبی استوار است تا خیر عمومی، و در واقع جامعهٔ هلند پیش از ظهور این مدل نیز باثبات بوده است.
- ایان لاستیک (Ian Lustick): وی معتقد است که لیف‌هارت در تعمیم این مدل به کشورهای مختلف دچار اغراق شده و مدل جایگزین «کنترل هژمونیک» را نیز باید در نظر گرفت.
- دونالد هوروویتز (Donald Horowitz): او «هم‌زیستی مرکزی» یا مرکزگرایی را پیشنهاد می‌کند که سعی دارد هویت‌های قومی را از سیاست‌زدایی کند و احزاب چندقومیتی شکل دهد، در مقابل تقویت مرزبندی‌های قومی در مدل لیف‌هارت.

## نمونه‌ها
کشورهایی که به‌طور کامل یا نسبی دارای نظام هم‌زیستی مشارکتی بوده‌اند، عبارتند از:
- بلژیک
- لبنان
- هلند (۱۹۱۷–۱۹۶۷)
- بوسنی و هرزگوین
- قبرس (۱۹۶۰–۱۹۶۳)
- ایرلند شمالی
- سوئیس
- ایتالیا
- اسرائیل
- آفریقای جنوبی
- اتحادیه اروپا (به عنوان نمونه‌ای فوق‌ملی)

همچنین، توافق‌نامه‌هایی مانند توافق دیتون در بوسنی، توافق جمعه نیک در ایرلند شمالی، و توافق اوهرید در مقدونیه شمالی نیز بر مبنای هم‌زیستی مشارکتی تنظیم شده‌اند.